# Оспедалетто
Оспедале́тто (итал. Ospedaletto) — коммуна в Италии, расположена в провинции Тренто, в автономной области Трентино-Альто-Адидже.
Население коммуны составляет 820 человек (2011 г.), плотность населения составляет 50 чел./км². Коммуна занимает площадь 16 км². 
Почтовый индекс — 38050. Телефонный код — 0461.
Покровителем коммуны почитается святой Эгидий, празднование 1 сентября.

## Демография
Динамика населения:

## Администрация коммуны
- Официальный сайт: http://www.comune.ospedaletto.tn.it Архивная копия от 7 марта 2022 на Wayback Machine